# Петар Грбич
Петар Грбич (серб. Petar Grbić, нар. 7 серпня 1988, Подгориця) — чорногорський футболіст, півзахисник белградського «Партизана» та національної збірної Чорногорії.
Чемпіон Греції. Володар Кубка Греції.

## Клубна кар'єра
У дорослому футболі дебютував 2007 року виступами за команду клубу «Младост», в якій провів один сезон, взявши участь у 12 матчах чемпіонату.
Своєю грою за цю команду привернув увагу представників тренерського штабу клубу «Могрен», до складу якого приєднався 2008 року. Відіграв за клуб з Будви наступні три сезони своєї ігрової кар'єри. Більшість часу, проведеного у складі будвинського «Могрена», був основним гравцем команди.
У 2011 році уклав контракт з клубом «Олімпіакос», до складу головної команди якого пробитися не зміг. Того ж року переданий в оренду до іншого грецького клубу «Левадіакос».
Згодом з 2012 по 2013 рік також на умовах оренди грав у складі команд клубів «Хапоель» (Беер-Шева) та ОФК (Белград).
До складу «Партизана» приєднався 2013 року також як орендований гравець.

## Виступи за збірну
У 2011 році дебютував в офіційних матчах у складі національної збірної Чорногорії. Наразі провів у формі головної команди країни 3 матчі.

## Титули і досягнення
- Чемпіон Греції (1):

«Олімпіакос»: 2011–12
- Володар Кубка Греції (1):

«Олімпіакос»: 2012
- Чемпіон Чорногорії (6):

«Могрен»: 2008–09, 2010–11
«Будучност»: 2019–20, 2020–21, 2022–23, 2024–25
- Чемпіон Сербії (1):

«Партизан»: 2014–15
- Володар Кубка Чорногорії (2):

«Будучност»: 2020–21, 2023–24